# الإعاقة في السعودية

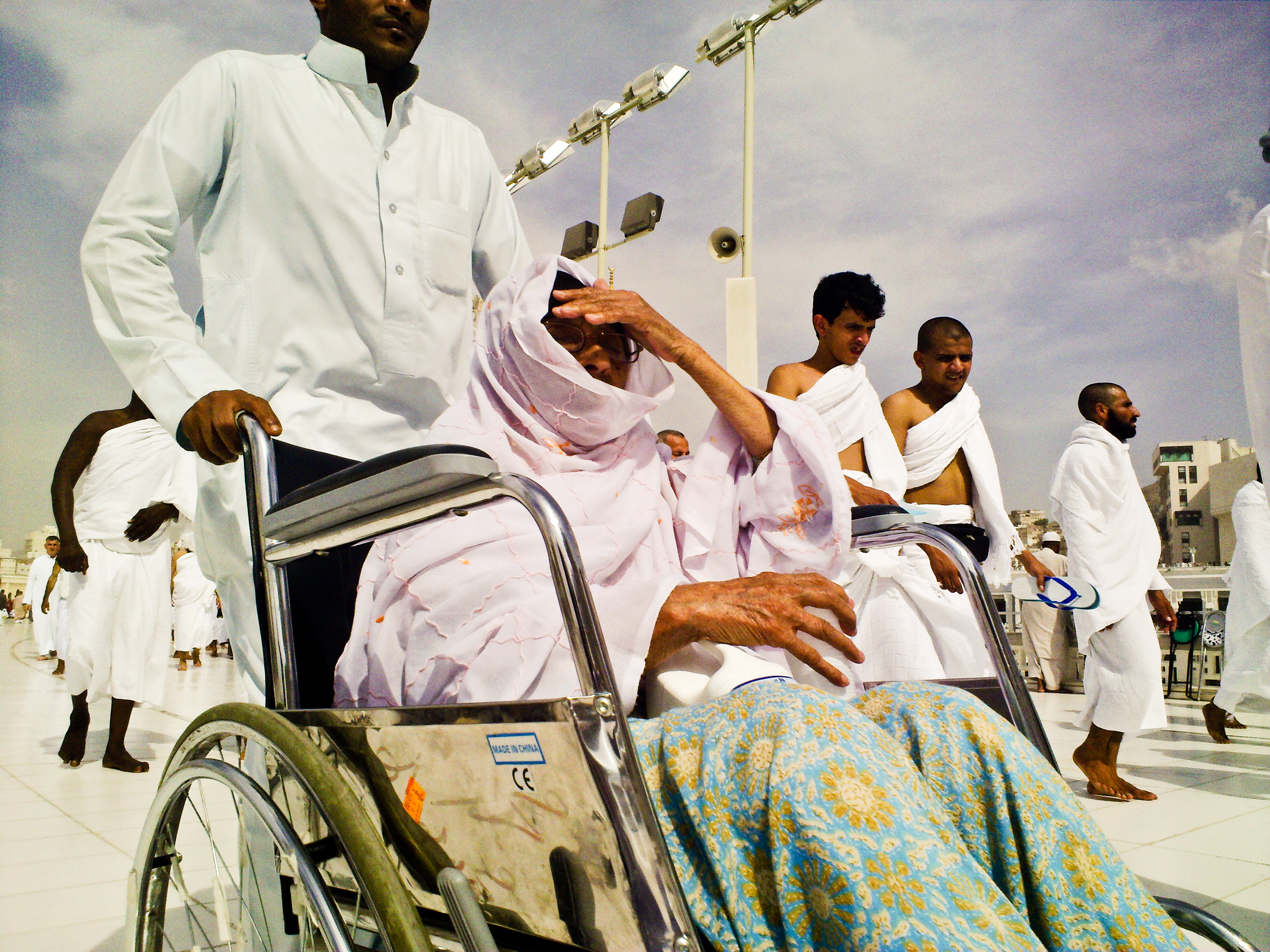
الحج على كرسي متحرك عام 2009 م.

يُنظر إلى الفئة 'ذات الاحتياجات الخاصة في المملكة العربية السعودية' من خلال عدسة الشريعة الإسلامية الحانية ومن خلال الأعراف الثقافية وكذلك من خلال التشريعات الاجتماعية, كمجتمع إسلامي يتبع القرآن والسنة، غالبًا ما يُنظر إلى الأشخاص ذو الاحتياجات الخاصة من خلال عدسة الدين. يعلم الإسلام أن الأشخاص ذوي الاحتياجات الخاصة يجب أن يعاملوا باحترام ومساواة مع الآخرين. لذلك تميل المملكة العربية السعودية إلى رؤية الإعاقة من خلال منظور طبي بدلاً من المنظور الاجتماعي.
بالإضافة إلى ذلك هنالك القليل من الدراسات المتعلقة بالأشخاص ذوي الاحتياجات الخاصة في المملكة العربية السعودية مقارنة بالبلدان الأخرى. يجدر الإشارة هنا ان المصادر الموثوقة شحيحة جداً للبيانات الوطنية للإعاقة في المملكة العربية السعودية. وفيما يتعلق بحق الأشخاص ذوي الإعاقة في المملكة العربية السعودية، تنص المادة 27 من القانون الأساسي للدولة السعودي على ما يلي: «تكفل الدولة حقوق المواطنين وأسرهم في حالات الطوارئ والمرض والعجز والشيخوخة. حيث تدعم الدولة قانون التأمينات الاجتماعية وتشجيع المنظمات والأفراد على المشاركة في الأنشطة الخيرية». مع افتتاح برنامج التحول الوطني حيث يتضح أن أحد الأهداف الـ 37 للبرنامج هو دمج الأشخاص ذوي الاحتياجات الخاصة في سوق العمل.

## التعداد السكاني
لسنوات عديدة كان يعتقد أن معدل ذوي الاحتياجات الخاصة في المملكة العربية السعودية كان منخفضًا، لكن اتضح أن العديد من العائلات لا تقوم بدمج الأشخاص ذوي الاحتياجات الخاصة في الحياة اليومية.  وجدت الاحصائيات لعام 2000 م أن 135.000 شخص يعانون من إعاقات في المملكة العربية السعودية، 33.7٪ منهم يعانون من إعاقات جسدية،  أغلبهم يعيش في المناطق الريفية. 

## الأسباب
في عام 2010 م أظهرت الإحصائيات أن السبب الرئيسي للإعاقة في المملكة العربية السعودية بالنسبة للرجال هو الحوادث المرورية على الطريق السريع، بينما كان معدل الإصابة بالاكتئاب لدى النساء أعلى،  حيث يتراوح معدل انتشار الاكتئاب بين النساء بين 17 و46 في المائة، ويعتبر التشخيص المبكر أمرًا مهمًا لكل من نتائج المريض وتكلفة العلاج. النساء الأصغر سنا أيضا أكثر عرضة لمحاولة الانتحار عمدا. 
سبب آخر رئيسي للإعاقة هو تزاوج الأسرة ذات القرابة والصلات العرقية الوراثية.  حيث ان زواج أبناء العم من بعضهم هو أمر شائع في المملكة العربية السعودية.  وهناك أيضًا خطر أعلى للإعاقة الخلقية بين الآباء والأمهات المعاقين والأمهات الأكبر سناً والأمهات الذين لا يتلقون رعاية صحية كافية أثناء الحمل. 

## المواقف الثقافية تجاه ذوي الاحتياجات الخاصة

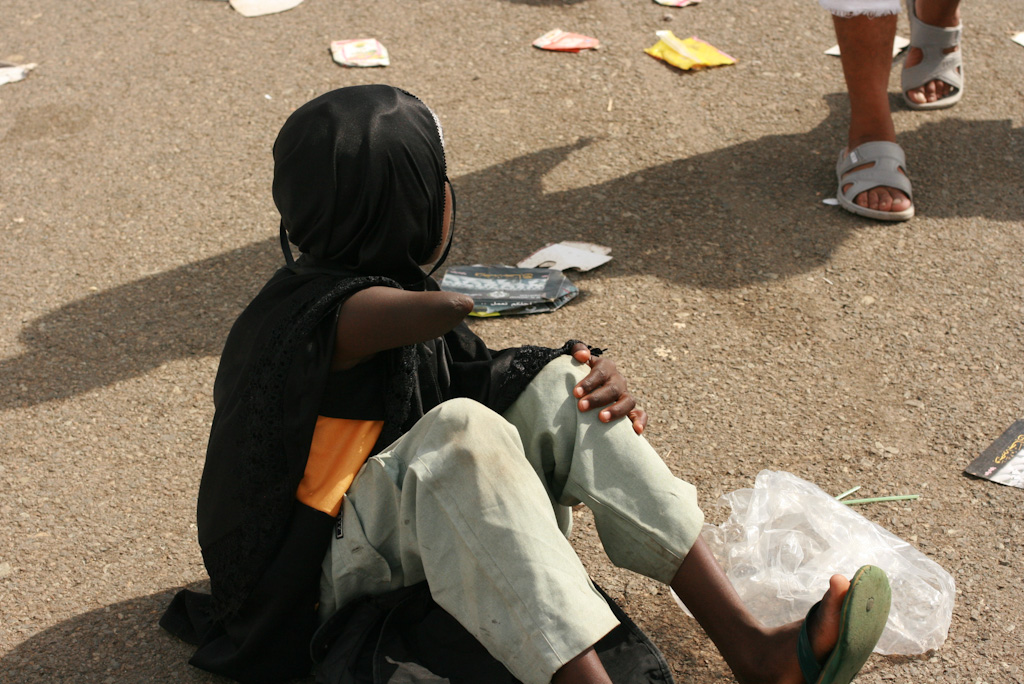
شخص معاق يتسول للمال في جبل عرفات ، عام 2011 م.

في المجتمع الإسلامي هنالك تركيز على احترام حياة الأشخاص ذوي الاحتياجات الخاصة. بشكل عام الإسلام ضد كل أنواع التمييز، بما في ذلك التمييز ضد الإعاقة.  في بعض الحالات بالمجتمع يتم تهميش الأشخاص ذوي الاحتياجات الخاصة لأسباب مختلفة، بما في ذلك الافتقار إلى التعليم حول الإعاقة والشعور بالعار بسبب الإعاقة والفقر الذي يصاحب الإعاقة في كثير من الأحيان.  آباء الأطفال ذوي الإعاقة مثل التوحد، غالباً ما يحصلون على معلومات حول حالة أطفالهم من مصادر غير طبية، أو التطعيمات المؤمنة. ويلجأ بعض الآباء إلى الدين لمساعدة أطفالهم على التحسن.
يجدر الإشارة هنا إلى المواقف الإيجابية العامة تجاه الأشخاص ذوي الاحتياج من قبل العاملين في مجال الرعاية الصحية لذوي الاحتياجات الخاصة بغض النظر عن اجناسهم.   تبين في كثير من الحالات أن الأطباء لا يقدموا معلومات صحية كافية للمرضى الذين يعانون من متلازمة داون.  في حين أنه لا يزال من الشائع للأشخاص الذين يمكنهم تحمل تكاليف العلاج الطبي للمعاقين في الدول الغربية.
من المتعارف عليه سياسياً في المملكة العربية السعودية الإشارة إلى الأشخاص ذوي الإعاقة باسم «ذوي الاحتياجات الخاصة». 

## السياسات
تبني المملكة العربية السعودية قوانينها على الشريعة الإسلامية.  تؤكد الشريعة الإسلامية على أن الأشخاص ذوي الاحتياجات الخاصة لديهم الحق في «العيش بكرامة والاستفادة من الشؤون الاجتماعية».  تدعم العائلة المالكة في المملكة العربية السعودية المساعي الخاصة والعامة لمساعدة الأشخاص ذوي الاحتياجات الخاصة. 
تدير وزارة التعليم عدة منظمات لمساعدة الأشخاص ذوي الاحتياجات الخاصة. ومن بين هؤلاء معهد نور للمكفوفين ومعهد أمل للصم ومعهد المعاقين ذهنياً.  هناك منظمات أخرى تديرها وزارة العمل والشؤون الاجتماعية.  توفر وزارة الصحة الخدمات الصحية لمعظم الناس في المملكة العربية السعودية. 
يحق للأشخاص ذوي الاحتياجات الخاصة في المملكة العربية السعودية الحصول على 50 ٪ من تذاكر السفر لأنفسهم ومرافقيهم.  لهم الحق في التعليم والعمل المتساوي والوصول إلى الأماكن العامة.  يحق للأشخاص ذوي الاحتياجات الخاصة الحصول على أماكن لوقوف السيارات للمعاقين ودعم قدره 10.000 ريال سعودي لتحويل السيارات للمواصفات المتعلقة بإعاقتهم.  بالإضافة إلى الضمان الاجتماعي متاح للأفراد ذوي الاحتياجات الخاصة أو الذين يصبحون معاقين في وقت لاحق من الحياة.

### المنظمات غير الحكومية
يعد مركز الملك سلمان لأبحاث الإعاقة وجمعية الأطفال المعوقين والمركز المشترك للبحوث في مجال الأطراف الاصطناعية وبرامج تقويم العظام وإعادة التأهيل ثلاث منظمات غير حكومية تعمل في المملكة العربية السعودية لمساعدة الأشخاص ذوي الاحتياجات الخاصة.  تستضيف المملكة العربية السعودية 44 جمعية و347 مركز رعاية نهارية لذوي الاحتياجات الخاصة.

### التشريعات
تم إنشاء أول قانون لحماية الأشخاص ذوي الاحتياجات الخاصة في المملكة العربية السعودية في عام 1956م بموجب المرسوم الملكي رقم 1219.  كما يوجه هذا المرسوم المؤسسات الحكومية إلى التنسيق مع المنظمات غير الحكومية من التأكد من تتكرر الخدمات المقدمة.  حيث أنه متزامن مع انتشار شلل الأطفال بشكل كبير في البلاد.  في عام 1969 م تم إنشاء قانون العمل لتحديد التأهيل المهني للأشخاص ذوي الاحتياجات الخاصة.  ينص قرار مجلس الوزراء رقم 407 في عام 1973 م على توفير بدل شهري للأشخاص ذوي الاحتياجات الخاصة الذين «يشاركون في مراكز تدريب المعاقين».  في العام التالي أصدر مجلس الوزراء القرار رقم 715 الذي قدم الخدمات لمختلف الأشخاص ذوي الاحتياجات الخاصة الذين يحتاجون إلى رعاية طبية.  أنشأ المرسوم رقم 129 سياسة للإدارة العامة لإعادة التأهيل وأنشأ برامج مهنية وتأهيلية للأشخاص ذوي الاحتياجات الخاصة. 
في عام 1980م وبموجب قرار مجلس الوزراء رقم 219 الذي يسمح للإدارة العامة للتأهيل بتقديم تبرع سنوي قدره 30.000 ريال سعودي لمشاريع الأشخاص ذوي الاحتياجات الخاصة والتي تم إنشاؤها بواسطة الأشخاص ذوي الاحتياجات الخاصة أنفسهم.  قرار مجلس الوزراء رقم 187 في عام 1981م بالسماح للأشخاص ذوي الاحتياجات الخاصة والمنظمات التي يديرونها للحصول على خصم 50 ٪ على وسائل النقل الحكومية.  في عام 1987م تم إنشاء تشريع العناية بذوي الاحتياجات الخاصة.  في عام 1992م يضمن النظام الأساسي إصدار رقم A / 90، المادة 27 دعم حقوق المواطنين في «حالات الطوارئ أو الإعاقة أو الشيخوخة من خلال توفير الضمان الاجتماعي».  في عام 1997م، أنشأ قرار مجلس الوزراء رقم 85 لجنة تنسيق خدمات الأشخاص ذوي الاحتياجات الخاصة.  وضع القرار أيضًا خططًا لزيادة الوعي بالإعاقات وقدم تبرعات لعائلات الأشخاص ذوي الاحتياجات الخاصة.  ينص قرار مجلس الوزراء رقم 7 لعام 1999م على الموافقة على جمع تبرعات تصل إلى 50.000 ريال سعودي لبرامج إعادة التأهيل التي وضعها الأشخاص ذوو الاحتياجات الخاصة لأغراض التدريب. 
في وقت لاحق، تم إنشاء قانون الإعاقة لعام 2000 م.  يشدد قانون الإعاقة على الحقوق المدنية للأشخاص ذوي الاحتياجات الخاصة في الحصول على خدمات طبية ونفسية واجتماعية وتعليمية وتأهيلية مجانية ومناسبة على قدم المساواة من خلال الهيئات العامة. "  الحكم الوحيد في القانون السعودي الذي ينص على تسهيل وسائل وإمكانيات العبور هو قانون البناء السعودي (Saudi Building Code) لعام 2007 م، والذي ينص على أنه يجب أن تكون جميع المباني قابلة للوصول لذوي الاحتياجات الخاصة، ولكنها لا توفر تحديدًا دقيقًا لما يتطلبه ذلك. 
غالبا يعتمد منظور الأشخاص ذوي الاحتياجات الخاصة داخل المجتمع على المنظور الطبي للإعاقة، وهذا نادراً ما يتعامل مع العواقب الاجتماعية التي يواجهها الأشخاص ذو الاحتياجات الخاصة في المملكة العربية السعودية.  عدم التعامل مع الجوانب الاجتماعية للإعاقة يعني أنه قد يكون هنالك ضعف بالتسهيلات المتاحة للأشخاص ذوي الاحتياجات الخاصة في المجتمع.  فمثلاً على الرغم من وجود قانون البناء السعودي قد يواجه بعض الأشخاص الذين يستخدمون الكراسي المتحركة صعوبة في الوصول إلى الأماكن العامة في المملكة العربية السعودية. 

### التعليم
تم تقديم أول خدمات التعليم الخاص للطلاب المكفوفين الذين تلقوا التعليم في «المعاهد العلمية» في عام 1958م.  قبل عام 1958م، كان من المتوقع من الآباء تقديم المساعدة لأطفالهم ذوي الاحتياجات الخاصة.  تم إنشاء التعليم الخاص الرسمي في المملكة العربية السعودية في عام 1962 م، عندما أنشأت وزارة التعليم قسم التعليم الخاص.  مثل معظم المدارس في المملكة العربية السعودية، فصول التعليم الخاص مفصولة أيضًا حسب الجنس وفقا للشريعة الإسلامية.  نظرت دراسة نشرت في عام 2016 م في رضا الوالدين عن التعليم الخاص للفتيات ذوات صعوبات التعلم. وكانت النتائج أن الوالدين كانوا راضين عمومًا عن خدمات التدخل والإحالة،  وبخدمات الفصل الدراسي لبناتهم.  يُقصد بالتعليم الخاص أن يتم في البيئة الأقل تقييدًا وجميع الطلاب لديهم برنامج تعليمي فردي.  

## التحديات الفريدة
الوصول إلى المباني لذوي الاحتياجات البدنية الخاصة في المملكة العربية السعودية في بعض الأحيان يكون غير ميسر.  من الجدير بالذكر أن العديد من الخدمات والمنظمات للأشخاص ذوي الاحتياجات الخاصة منتشرة في اغلب المناطق. 
تقدم المملكة العربية السعودية خدمات محدودة للصحة العقلية. 
بالإضافة إلى ان الحاجة ملحة للعناية بصناعة الاطراف الصناعية لمساعدة الأشخاص على حضور وأداء الصلاة.

### الجنس والإعاقة
غالبًا ما يجب على النساء في المملكة العربية السعودية استخدام العيادات الخاصة بالنساء والتي لا يمكن الوصول إليها غالبًا للأشخاص ذوي الإعاقات الجسدية.  في بعض الحالات من النساء في المملكة العربية السعودية يصعب الوصول إلى خدمات الصحة العقلية لأسباب اجتماعية. 

## الرياضة

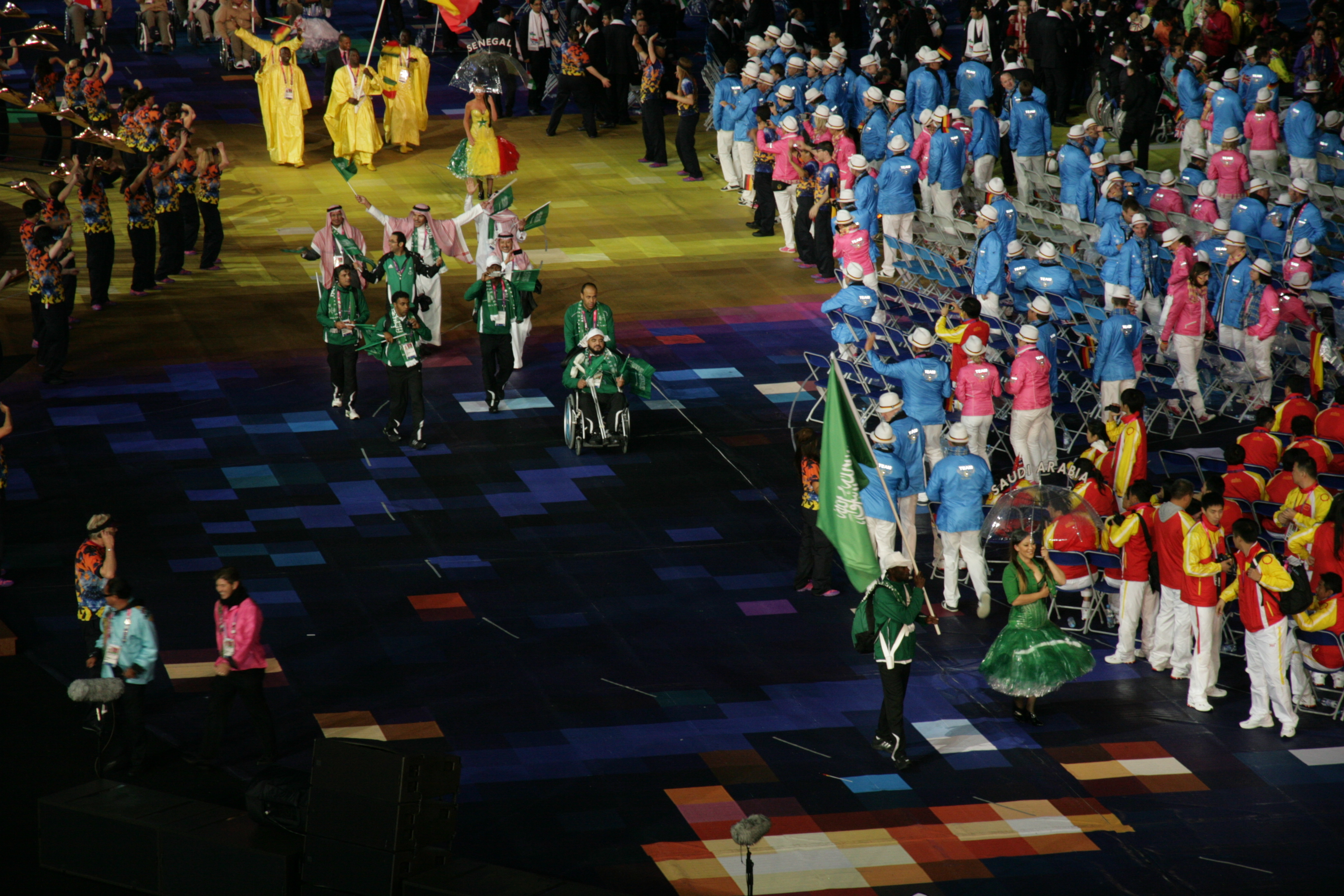
الفريق السعودي للذوي الاحتياجات الخاصة في حفل افتتاح لندن 2012 م

كان أول فريق لذوي الاحتياجات الخاصة أرسلته المملكة العربية السعودية في عام 1996م، وتنافسوا في أتلانتا. شارك الرياضيون في بطولة INAS العالمية لكرة القدم.

### استشهادات
1. 1 2 3 4 5  Alquraini 2011.
2. 1 2 3 4 5 6 7 8 9 10  Mulazadeh & Al-Harbi 2016.
3. 1 2 3 4 5 6 7 8 9 10 11  Al-Jadid 2013.
4. ↑  "Protecting the rights of Saudis with disabilities". Arab News (بالإنجليزية). 26 Dec 2017. Archived from the original on 2018-03-03. Retrieved 2019-02-10.
5. 1 2  "Saudi Arabia's social protection system to ensure equitable distribution". Arab News (بالإنجليزية). 15 Feb 2019. Archived from the original on 2019-03-21. Retrieved 2019-02-17.
6. 1 2 3 4 5 6 7 8 9 10 11 12 13 14 15 16 17 18 19 20 21 22  JICA 2002.
7. 1 2 3 4 5 6  Aldosari 2017.
8. ↑  Pervez، Saulat. "Disability in Islam". Why Islam. مؤرشف من الأصل في 2017-11-02. اطلع عليه بتاريخ 2017-09-10.
9. 1 2  Algahtani، Mohammed M. J. (يناير 2012). "Understanding Autism in Saudi Arabia: A Qualitative Analysis of the Community and Cultural Context". Journal of Paediatric Neurology. مؤرشف من الأصل في 2017-09-13 – عبر HighBeam Research.
10. 1 2  Al-Abdulwahab & Al-Gain 2003.
11. ↑  Jan et al. 2017.
12. ↑  "Social Security Programs Throughout the World: Asia and the Pacific, 2010 - Saudi Arabia". United States Social Security (بالإنجليزية). Archived from the original on 2019-08-24. Retrieved 2017-09-11.
13. ↑  "بالتفاصيل.. تعرف على ما تقدمه السعودية لرعاية ذوي الإعاقة".
14. 1 2  Altamimi et al. 2015.
15. 1 2  Abahusain 2016.
16. ↑  Khalaf, Rayana (1 Jul 2016). "7 big moments in Saudi Olympic history". StepFeed (بالإنجليزية الأمريكية). Archived from the original on 2020-01-09. Retrieved 2017-09-11.